# Danjo-guntō
Danjo-guntō (jap. 男女群島, dt. „Mann-Frau-Inselgruppe“), seltener auch Danjo-shotō (男女諸島), ist eine Inselgruppe im Ostchinesischen Meer vor der japanischen Hauptinsel Kyūshū.

## Geografie
Danjo-guntō liegt 65 km südwestlich der Gotō-Inseln, 130 km westlich der Koshikijima-Inseln und 170 km westlich von Kyūshū.
Aufgrund ihrer Lage im Tsushima-Strom als nördlichen Ausläufer des Kuroshio-Systems herrscht auf der Insel ganzjährig ein mildes Wetter und selbst im Winter fallen die Wassertemperaturen nicht unter 17 °C.
Die Landfläche der Inselgruppe beträgt 4,75 km². Die Inseln zeichnen sich durch ihr steiles Geländeprofil aus, bei dem schon kleine Inseln über 100 m aufragen. Die höchste Erhebung mit 281,3 m befindet sich im Norden der südlichen Insel Me-shima. Geologisch bestehen die Inseln aus Schmelztuff.
Die Gruppe besteht aus fünf Inseln und diversen Felsen:
| Name                                        | japanisch  | Fläche [km²] | Höhe [m] | Koordinaten                  |
| ------------------------------------------- | ---------- | ------------ | -------- | ---------------------------- |
| O-shima                                     | 男島       | 2,1          | 225,0    | 32° 2′ 45″ N, 128° 23′ 53″ O |
| Kuroki-jima                                 | クロキ島   |              | 104,0    | 32° 1′ 58″ N, 128° 22′ 45″ O |
| Yori-shima                                  | 寄島       |              | 183,0    | 32° 1′ 38″ N, 128° 22′ 18″ O |
| Hanaguri-shima                              | ハナグリ島 |              | 144,0    | 32° 0′ 43″ N, 128° 21′ 45″ O |
| Me-shima                                    | 女島       | 1,5          | 281,3    | 31° 59′ 57″ N, 128° 21′ 0″ O |
| Karte mit allen Koordinaten: OSM \| WikiMap |            |              |          |                              |

Administrativ gehören die Inseln zur Gemeinde Gotō.

## Geschichte
In der ältesten Chronik Japans, dem Kojiki von 712, findet sich in der Beschreibung des Schöpfungsmythos der japanischen Inseln die Erwähnung der Doppelinsel Futago no shima (両児島, „Zwillingsinsel“). Teilweise werden diese mit Danjo-guntō bzw. dessen beiden Hauptinseln identifiziert, was dann die älteste Erwähnung der Inseln wäre.
Seit dem späten 8. Jahrhundert diente die Inselgruppe als Orientierungspunkt der japanischen Gesandtschaften nach Tang-China. Im Mittelalter wurden sie von Minamoto no Sadashige (源 定茂) in Besitz genommen und dienten als Zwischenstation für den Handel mit dem asiatischen Kontinent. Zur Zeit der japanischen Piraten (Wakō) nutzten diese sie als Versteck von Schmuggel- und Beutegütern.
Den Europäern, vor allem nach der Abschließung Japans den Niederländern, dienten die Inseln ebenfalls als Orientierungspunkt um Japan bzw. die VOC-Niederlassung Dejima anzusteuern. Zu dieser Zeit wurde sie in portugiesischer Schreibweise Meaxima oder Meaxuma, nach der Insel Me-shima, genannt.
Die Inseln waren ein Drehort in Keisuke Kinoshitas 1957 aufgeführten Kinofilm Yorokobi mo Kanashimi mo Ikutoshitsuki.
Am 1. Dezember 1927 wurde auf der südlichen Inseln Me-shima erstmals ein Leuchtturm errichtet. Bis Dezember 2006 war er der letzte bemannte Leuchtturm Japans und operiert seitdem vollautomatisiert. In der aktuellen Ausführung verwendet er ein alle 15 Sekunden blinkendes und 200.000 Candela starkes Leuchtfeuer mit einer Reichweite von bis zu 21 Seemeilen.

## Flora und Fauna
Die Inselgruppe ist von Urwald bedeckt, hauptsächlich bestehend aus den Baumarten Machilus thunbergii, Cinnamomum tenuifolium und Turpinia ternata, sowie am Boden die Arten Asplenium antiquum, Alocasia odora, Alpinia intermedia und Colysis pothifolia. Die Küstengebiete bilden die nördliche Verbreitungsgrenze von Cinnamomum daphnoides.
Der warme Tsushima-Strom, der auf die Küste trifft sorgt für fischreiche Gewässer. Dies und ihre einsame Lage in weiter See sorgt wiederum für ein hohes Vogelaufkommen. So wurden mindestens 179 verschiedene Vogelarten nachgewiesen, wobei sie als Brutort von Weißgesicht-Sturmtaucher, Fischadler, Japanmöwe, Japanalk, Japan-Brillenvogel und Erithacus komadori genutzt wird. Bedeutende hier nichtbrütende Vögel sind Weißbauchtölpel und Kurodadrossel.
Ansonsten ist die Fauna von wirbellosen Tieren geprägt. Die Inseln bilden dabei das einzige Verbreitungsgebiet der Natternunterart Hebius vibakari danjoensis in Japan. Daher wurde die Inselgruppe zum 18. August 1969 zum nationalen Naturdenkmal (国指定天然記念物, kunishitei tennen kinenbutsu) und am 1. November 1972 zum nationalen Wildschutzgebiet (国指定鳥獣保護区, kunishitei chōjū hogoku) erklärt.